# Kamari Murphy
Kamari Michael Murphy (Brooklyn, 14 dicembre 1993) è un cestista statunitense.